# Borinquenula martorelli
Borinquenula martorelli är en insektsart som beskrevs av Walker, T.J. och Gurney 1972. Borinquenula martorelli ingår i släktet Borinquenula och familjen vårtbitare. Inga underarter finns listade i Catalogue of Life.